# Dangui

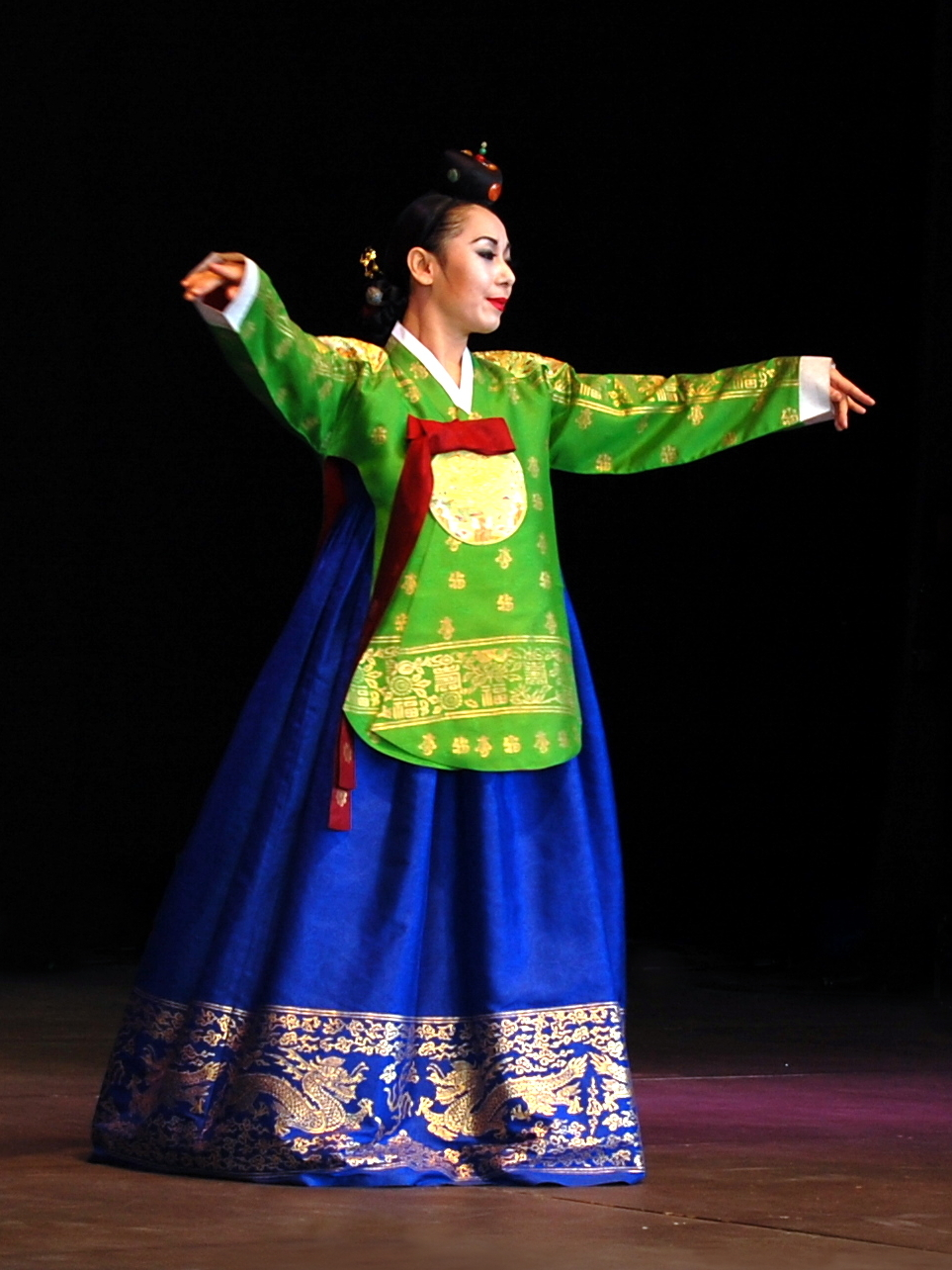
Dangui di colore verde

Il dangui (당의) è un tipico indumento coreano, utilizzato come parte superiore dell'hanbok, abito tradizionale locale, indossato durante le cerimonie nel periodo della dinastia Joseon. Veniva principalmente utilizzato come abito ufficiale di eventi nazionali, o come abito per tutti i giorni dalle donne altolocate.